# Маргарита Кортонская
Маргарита Кортонская (итал. Margherita da Cortona; 1247, Лавьяно, Кампания — 22 февраля 1297, Кортона, Тоскана) — итальянская святая, кающаяся грешница, вступившая в орден терциариев.
Происходила из крестьянской семьи, была сожительницей дворянина Арсенио. Однажды он был убит (к телу Маргариту привела его собака), женщина ушла в монастырь. Её посещали экстатические видения: Иисус наклонял к ней голову с Креста и демонстрировал свои раны. Изображения Маргариты часто встречаются в живописи барокко.